# Daldinia loculata
Daldinia loculata (Lév.) Sacc. – gatunek grzybów z rodziny Hypoxylaceae.

## Systematyka i nazewnictwo
Pozycja w klasyfikacji według Index Fungorum: Daldinia, Hypoxylaceae, Xylariales, Xylariomycetidae, Sordariomycetes, Pezizomycotina, Ascomycota, Fungi.
Po raz pierwszy opisał go w 1845 r. Joseph-Henri Léveillé, nadając mu nazwę Sphaeria loculata. Obecną nazwę nadał mu Pier Andrea Saccardo w 1882 r. Synonimy:
- Hemisphaeria loculata (Lév.) Kuntze 1898
- Sphaeria loculata Lév. 1845

Komisja ds. Polskiego Nazewnictwa Grzybów przy Polskim Towarzystwie Mykologicznym w 2024 r. dla rodzaju Daldinia zarekomendowała polską nazwę warstwiak.

## Morfologia
Podkładki
Pojedynczo, rzadko w skupiskach, średnica 3–5 mm, kształt półkulisty, wklęsły do szeroko poduszkowatego, wyrastające na szerokiej podstawie. Górna powierzchnia początkowo pokryta brązowymi zarodnikami, po ich dojrzeniu staje się błyszcząco czarna. Ujścia perytecjów silnie stłoczone. Kiedy są bardzo gęsto, mogą wówczas tworzyć dwa lub trzy rzędy. Perytecja tworzące jedną warstwę są lancetowate, przy dwóch lub trzech warstwach także owalne lub zaokrąglone. Poniżej warstwy perytecjów są włókniste, jasne i ciemniejsze strefy o stosunku szerokości 1,5-3: 1. Endostroma w młodym wieku jest zwarta, później rzadsza.
Cechy mikroskopowe
Worki 8-zarodnikowe, 75–85 × 8–10 µm, aparat apikalny o szerokości 3,5–4,5 µm, wysokości 0,35–0,45 µm, w kształcie pierścienia, w odczynniku Melzera amyloidalny. Askospory: 10–14 (15) × 6–8 (8,5) µm, elipsoidalne, zwykle z szeroko zaokrąglonymi końcami, pora rostkowa prosta po bardziej wypukłej stronie na całej długości zarodnika. Anamorfa rzadko występująca, prawdopodobnie najrzadziej wśród wszystkich gatunków warstwiaków.

## Występowanie i siedlisko
Podano występowanie Daldinia loculata na wszystkich kontynentach poza Antarktydą i Ameryką Południową. Występuje również w Polsce,
Nadrzewny saprotrof występujący głównie na brzozach, ale podano go także na wierzbach.